# Tyvrivský rajón
Tyvrivský rajón (ukrajinsky Тиврівський район) byl rajón ve Vinnycké oblasti na Ukrajině. Hlavním městem byl Tyvriv a rajón měl přibližně 42 tisíc obyvatel. 

## Sídla v rajónu
- Hnivaň
- Sutysky
- Tyvriv